# Liatongus tridentatus
Liatongus tridentatus är en skalbaggsart som beskrevs av Antoine Boucomont 1919. Liatongus tridentatus ingår i släktet Liatongus och familjen bladhorningar. Inga underarter finns listade i Catalogue of Life.